# 2016–2017-es magyar labdarúgókupa
A Magyar Kupa 2016–2017-es kiírásában az MLSZ döntésének értelmében az NB I-es, illetve az NB II-es csapatok a hatodik fordulóban, 2016. szeptember 14-én kapcsolódnak be a küzdelmekbe. A kupagyőztes a 2017–2018-as Európa-liga 1. selejtezőkörében indulhat.

## Lebonyolítás
A 6. fordulóban a 2016-2017. évi első- és másodosztályú bajnokságban szereplő 32 csapat kiemelt, a fordulók sorsolásakor nem kerülhetnek egymással párosításra. A hetedik és a nyolcadik fordulóba bejutó élvonalbeli együttesek szintén kiemeltek lesznek, ennélfogva a kupasorozatban először csupán a kilencedik körben, a legjobb 16 között kerülhetnek össze az első osztály képviselői. A fordulók sorsolásakor nincs területi kiemelés.
A nyolcaddöntők – vagyis a kilencedik forduló –, a negyeddöntők, valamint az elődöntők párharcai már két meccsen, oda-visszavágós rendszerben dőlnek el, míg a 2017. május 31-re, szerdára kiírt döntő ismét egymérkőzéses lesz. A finálét, csakúgy, mint ebben az évben, egy év múlva is a Groupama Arénában rendezik meg.
A 2016–17-es magyar kupa lebonyolításának hivatalos szabályzata.
|                                       | A szakaszban bekapcsolódó csapatok | Az előző forduló továbbjutói                                                                   |
| ------------------------------------- | --- | ---------------------------------------------------------------------------------------------- |
| 1. forduló                            | A megyei és budapesti igazgatóságok által lebonyolított selejtezők |                                                                                                |
| 2. forduló                            | A megyei és budapesti igazgatóságok által lebonyolított selejtezők | - A megyei és budapesti igazgatóságok által lebonyolított 1. forduló mérkőzéseinek továbbjutói |
| 3. forduló                            | A megyei és budapesti igazgatóságok által lebonyolított selejtezők | - A megyei és budapesti igazgatóságok által lebonyolított 2. forduló mérkőzéseinek továbbjutói |
| 4. forduló                            | A megyei és budapesti igazgatóságok által lebonyolított selejtezők | - A megyei és budapesti igazgatóságok által lebonyolított 3. forduló mérkőzéseinek továbbjutói |
| 5. forduló                            | A megyei és budapesti igazgatóságok által lebonyolított selejtezők | - A megyei és budapesti igazgatóságok által lebonyolított 4. forduló mérkőzéseinek továbbjutói |
| 6. forduló (128 csapat)               | - 12 csapat a 2016–17. évi NB I-es bajnokságból - 20 csapat a 2016–17. évi NB II-es bajnokságból - 41 csapat a 2016–17. évi NB III-as bajnokságból, az NB I-es és NB II-es sportszervezetek tartalékcsapatainak kivételével - 55 csapat a területi selejtezőkből (a megyei és budapesti igazgatóságok által lebonyolított selejtezők) | - A megyei és budapesti igazgatóságok által lebonyolított 5. forduló mérkőzéseinek továbbjutói |
| 7. forduló (64 csapat)                | | - 64 továbbjutó a 6. fordulóból                                                                |
| 8. forduló (32 csapat)                | | - 32 továbbjutó a 7. fordulóból                                                                |
| 9. forduló – Nyolcaddöntő (16 csapat) | | - 16 továbbjutó a 8. fordulóból                                                                |
| 10. forduló – Negyeddöntő (8 csapat)  | - 8 továbbjutó a 9. fordulóból |                                                                                                |
| 11. forduló – Elődöntő (4 csapat)     | - 4 továbbjutó a 10. fordulóból |                                                                                                |
| 12. forduló – Döntő (2 csapat)        | - 2 továbbjutó a 11. fordulóból |                                                                                                |

## Fordulók, időpontok és gólok száma
| Forduló                    | Hivatalos játéknapok        | Csapatok | Mérkőzések | Összes gól | Gólátlag |
| -------------------------- | --------------------------- | -------- | ---------- | ---------- | -------- |
| 1. forduló                 | 2016. augusztus 3.          |          |            |            |          |
| 2. forduló                 | 2016. augusztus 10.         |          |            |            |          |
| 3. forduló                 | 2016. augusztus 17.         |          |            |            |          |
| 4. forduló                 | 2016. augusztus 24.         |          |            |            |          |
| 5. forduló                 | 2016. augusztus 31.         |          |            |            |          |
| 6. forduló                 | 2016. szeptember 14. és 21. | 128      | 64         | 247        | 3,86     |
| 7. forduló                 | 2016. október 26.           | 64       | 32         | 146        | 4,56     |
| 8. forduló                 | 2016. november 30.          | 32       | 16         | 49         | 3,06     |
| Nyolcaddöntők (9. forduló) | 2017. február 11.           | 16       | 16 (8 × 2) | 39         | 2,44     |
| Nyolcaddöntők (9. forduló) | 2017. március 1.            | 16       | 16 (8 × 2) | 39         | 2,44     |
| Negyeddöntő (10. forduló)  | 2017. március 29.           | 8        | 8 (4 × 2)  | 23         | 2,88     |
| Negyeddöntő (10. forduló)  | 2017. április 5.            | 8        | 8 (4 × 2)  | 23         | 2,88     |
| Elődöntők (11. forduló)    | 2017. április 26.           | 4        | 4 (2 × 2)  | 21         | 5,25     |
| Elődöntők (11. forduló)    | 2017. május 17.             | 4        | 4 (2 × 2)  | 21         | 5,25     |
| Döntő (12. forduló)        | 2017. május 31.             | 2        | 1          |            |          |

## Eredmények

### 6. forduló
A továbbjutás egy mérkőzésen dől el, minden esetben az alacsonyabb osztályú csapatok a pályaválasztók. Az élvonalbeli csapatok szeptember 14-én játsszák mérkőzéseiket, az alacsonyabb osztályú együttesek egy héttel később lépnek pályára.
| 1. csapat                               | Eredmény     | 2. csapat                             |
| --------------------------------------- | ------------ | ------------------------------------- |
| 2016. szeptember 14.                    |              |                                       |
| Mojito-Lemon BTE Felsőzsolca (megye I.) | 0 – 4        | Újpest FC (NB I)                      |
| Mórahalom VSE (NB III)                  | 1 – 7        | Budapest Honvéd FC (NB I)             |
| Eger SE (megye I.)                      | 1 – 3        | Diósgyőri VTK (NB I)                  |
| BKV Előre SC (NB III)                   | 0 – 1        | Ferencvárosi TC (NB I)                |
| Testvériség SE (megye I.)               | 0 – 4        | Vasas SC (NB I)                       |
| Szekszárdi UFC (NB III)                 | 0 – 1        | Paksi FC (NB I)                       |
| Flexibil-Top Zalakomár (megye I.)       | 0 – 7        | Gyirmót FC (NB I)                     |
| OBSK 70 Oroszlány (megye I.)            | 0 – 4        | MTK Budapest FC (NB I)                |
| Rakamazi Spartacus SE (megye I.)        | 0 – 2        | Mezőkövesdi SE (NB I)                 |
| Füzesgyarmat SK (megye I.)              | 0 – 2        | Swietelsky Haladás (NB I)             |
| Ménfőcsanak ESK (megye I)               | 1 – 1 b. 4–3 | FC Ajka (NB III)                      |
| Pécsi Mecsek FC (NB III)                | 0 – 4        | Videoton FC (NB I)                    |
| ETO FC Győr (NB III)                    | 1 – 0        | Debreceni VSC (NB I)                  |
| 2016. szeptember 21.                    |              |                                       |
| Komlói Bányász (NB III)                 | 1 – 2        | Aqvital FC Csákvár (NB II)            |
| Pétervására SE (megye I)                | 1 – 6        | Soroksár SC (NB II)                   |
| FC Tatabánya (NB III)                   | 0 – 3        | Dorogi FC (NB II)                     |
| Internationale CdFSE (megye I)          | 1 – 2        | Mosonmagyaróvári TE (NB II)           |
| ESMTK (NB III)                          | 1 – 3        | Vác FC (NB II)                        |
| Balatonlelle SE (megye I)               | 0 – 2        | Budaörsi SC (NB II)                   |
| Teveli MEDOSZ SE (megye I)              | 0 – 9        | Zalaegerszegi TE FC (NB II)           |
| Kazincbarcikai SC (NB III)              | 1 – 2        | Soproni VSE (NB II)                   |
| Siklós FC (megye I)                     | 2 – 3        | SZEOL SC (NB II)                      |
| Baktalórántháza VSE (megye I)           | 4 – 4 b. 5–4 | Cigánd SE (NB II)                     |
| Csepel FC (NB III)                      | 0 – 1        | Ceglédi VSE (NB II)                   |
| Hódmezővásárhelyi FC (NB III)           | 2 – 0        | Kisvárda FC (NB II)                   |
| Monor SE (NB III)                       | 1 – 7        | Szolnoki MÁV FC (NB II)               |
| VLS Veszprém (NB III)                   | 0 – 3        | Kozármisleny SE (NB II)               |
| Rákospalotai EAC (NB III)               | 2 – 0        | BFC Siófok (NB II)                    |
| Tatai AC (megye I)                      | 0 – 5        | Puskás Akadémia FC (NB II)            |
| 43. sz Építők (megye I)                 | 0 – 6        | Békéscsaba 1912 Előre (NB II)         |
| Hévíz SK (NB III)                       | 0 – 1        | Szeged 2011 Grosics-Akadémia (NB II)  |
| Andráshida SC (NB III)                  | 0 – 3        | Balmazújvárosi FC (NB II)             |
| Iváncsa KSE (megye I)                   | 0 – 3        | Nyíregyháza Spartacus FC (NB II)      |
| Tállya KSE (NB III)                     | 4 – 0        | III. Kerületi TVE (NB III)            |
| Mád FC (megye I)                        | 5 – 0        | Edelényi FC (megye I)                 |
| Marcali VFC (megye I)                   | 3 – 3 b. 4–3 | Pénzügyőr SE (NB III)                 |
| Ceredvölgye SE (megye I)                | 2 – 5        | Csornai SE (NB III)                   |
| Várpalotai BSK (megye I)                | 1 – 6        | Bicskei TC (megye I)                  |
| Balatonfüredi FC (megye I)              | 0 – 3        | Duna Aszfalt Tiszakécske FC (megye I) |
| Balkányi SE (megye I)                   | 1 – 2        | Budafoki MTE (NB III)                 |
| Olajmunkás SE (megye I)                 | 0 – 1        | Dunaharaszti MTK (NB III)             |
| Taksony SE (megye I)                    | 0 – 6        | Érdi VSE (NB III)                     |
| Bácsalmási PVSE (megye I)               | 3 – 1        | Diósdi TC (NB III)                    |
| Mór VSE (megye I)                       | 3 – 2        | FC Dabas (NB III)                     |
| Balassagyarmati VSE (megye I)           | 2 – 1        | Hajdúböszörményi TE (NB III)          |
| Dabas-Gyón FC (NB III)                  | 0 – 3        | Komáromi FC (NB III)                  |
| Várfürdő-Gyulai Termál FC (NB III)      | 1 – 1 b. 6–5 | Termálfürdő FC Tiszaújváros (NB III)  |
| Tiszaszigeti SE (megye I)               | 4 – 1        | Szászvári SE (megye I.)               |
| Nyúl SC (megye I)                       | 2 – 4        | Rákosmente KSK (NB III)               |
| Méhkeréki SE (NB III)                   | 0 – 2        | Putnok FC (NB III)                    |
| Koroncó KSSZE (megye II)                | 1 – 0        | Bonyhád VLC (megye I)                 |
| Makó (megye I)                          | 2 – 2 b. 4–2 | Sárvári FC (NB III)                   |
| Törökszentmiklósi FC (megye I)          | 0 – 1        | FC Hatvan (NB III)                    |
| Berettyóújfalui SE (megye I)            | 0 – 4        | STC Salgótarján (NB III)              |
| Szentantalfa NVSE (megye II)            | 1–1 b. 9–10  | Király SZE (megye I)                  |
| Tura VSK (megye I)                      | 2 – 1        | Nyírbátori FC (NB III)                |
| Nagykáta SE (megye I)                   | 1 – 2        | Szigetszentmiklósi TK (NB III)        |
| Kecskeméti LC (megye I)                 | 7 – 0        | Babócsa SE (megye I)                  |
| Berkenye SE (megye I)                   | 2 – 3        | Jászberényi FC (NB III)               |
| Kondorosi TE (megye I)                  | 0 – 4        | Kaposvári Rákóczi FC (NB III)         |
| Körmendi FC (megye I)                   | 3 – 2        | Szajol KLK (megye I)                  |
| Sárrétudvari KSE (megye I)              | 0 – 2        | Dunaújváros PASE (NB III)             |
| Nagykanizsa (megye I)                   | 1 – 1 b. 3–4 | Celldömölki VSE (megye I)             |
| Sellye VSK (megye I)                    | 2 – 5        | Szentlőrinc SE (NB III)               |

### 7. forduló
2016. október 5-én az MLSZ székházában megtartották a 7. forduló sorsolását, a tét már a legjobb 32 közé jutás a csapatok számára. A 6. fordulóban 11 élvonalbeli csapat maradt állva a kupában, egyedül a Debreceni VSC számára fejeződött be a sorozat. A 7. kör sorsolásánál már csak az OTP Bank Liga csapatai voltak kiemeltek, közülük végül hárman, a Gyirmót, a Haladás és a Paks kapott NB II-es ellenfelet, a többiek alacsonyabb osztályú riválissal mérkőznek majd.
A továbbjutás egy mérkőzésen dől el, minden párosításnál az alacsonyabb osztályú csapat a pályaválasztó, azonos osztály esetén az előbb kihúzott csapat játszhat hazai pályán. A csapatok október 26-án, szerdán játsszák mérkőzéseiket.
| 1. csapat                              | Eredmény     | 2. csapat                            |
| -------------------------------------- | ------------ | ------------------------------------ |
| 2016. október 25.                      |              |                                      |
| Ménfőcsanak ESK (megye I)              | 0 – 1‡       | Soroksár SC (NB II)                  |
| Dunaújváros PASE (NB III)              | 2 – 3        | Szolnoki MÁV FC (NB II)              |
| Aqvital FC Csákvár (NB II)             | 1 – 1 b. 6–5 | Békéscsaba 1912 Előre (NB II)        |
| 2016. október 26.                      |              |                                      |
| Csornai SE (NB III)                    | 2 – 7        | Vasas SC (NB I)                      |
| Balassagyarmati VSE (megye I)          | 1 – 3        | MTK Budapest FC (NB I)               |
| Credobus Mosonmagyaróvár (NB II)       | 2 – 3        | Gyirmót FC Győr (NB I)               |
| STC Salgótarján (NB III)               | 0 – 1        | Diósgyőri VTK (NB I)                 |
| Koroncó KSSZE (megye II)               | 0 – 9        | Ferencvárosi TC (NB I)               |
| Makó (megye I)                         | 1 – 6        | Videoton FC (NB I)                   |
| Rákosmente KSK (NB III)                | 1 – 6        | Budapest Honvéd FC (NB I)            |
| Mád FC (megye I)                       | 0 – 4        | Újpest FC (NB I)                     |
| Marcali VFC (megye I)                  | 0 – 13       | Mezőkövesd Zsóry FC (NB I)           |
| Balmazújvárosi FC (NB II)              | 3 – 2        | Paksi FC (NB I)                      |
| Vác FC (NB II)                         | 0 – 3        | Swietelsky Haladás (NB I)            |
| Mór Városi SE (megye I)                | 0 – 3        | Puskás Akadémia FC (NB II)           |
| HR-Rent Kozármisleny FC (NB II)        | 3 – 2        | Nyíregyháza Spartacus FC (NB II)     |
| Hódmezővásárhelyi FC (NB III)          | 0 – 4        | Dorogi FC (NB II)                    |
| Tállya KSE (NB III)                    | 1 – 3        | Ceglédi VSE (NB II)                  |
| Bácsalmási PVSE (megye I)              | 1 – 2        | Celldömölki VSE (megye I)            |
| Tura VSK (megye I)                     | 1 – 2        | Putnok FC (NB III)                   |
| Kecskeméti LC (megye I)                | 5 – 0        | Dunaharaszti MTK (NB III)            |
| SZEOL SC (NB II)                       | 1 – 3        | Swietelsky Soproni VSE (NB II)       |
| Körmendi FC (megye I)                  | 2 – 5        | Szentlőrinc SE (NB III)              |
| FC Hatvan (NB III)                     | 3 – 2        | Jászberényi FC (NB III)              |
| Budafoki MTE (NB III)                  | 2 – 1        | Szeged 2011 Grosics-Akadémia (NB II) |
| Bicskei TC (megye I)                   | 2 – 1        | Szigetszentmiklósi TK (NB III)       |
| Király SZE (megye I)                   | 0 – 4        | Rákospalotai EAC (NB III)            |
| Tiszaszigeti SE (megye I)              | 0 – 1        | Kaposvári Rákóczi FC (NB III)        |
| Baktalórántháza VSE (megye I)          | 1 – 1 b. 4–3 | Várfürdő-Gyulai Termál FC (NB III)   |
| Érdi VSE (NB III)                      | 3 – 3 b. 4–1 | Budaörsi SC (NB II)                  |
| Duna Aszfalt Tiszakécske VSE (megye I) | 0 – 1        | Zalaegerszegi TE FC (NB II)          |
| ETO FC Győr (NB III)                   | 7 – 1        | Komárom VSE (NB III)                 |

‡A mérkőzés végeredménye 1–0 lett a Soroksár javára, azonban egy játékosuk jogosulatlanul szerepelt, ezért az MLSZ döntése értelmében a Ménfőcsanak jutott tovább a 8. fordulóba.

### 8. forduló
2016. október 28-án az M4 Sport stúdiójában Nyilasi Tibor elvégezte a 8. forduló sorsolását, a tét már a legjobb 16 közé jutás a csapatok számára. A 7. fordulóban a Paksi FC búcsúzott a további küzdelmektől, így 10 OTP Bank Liga-együttes maradt állva a kupában. A 8. kör sorsolásánál ez a tíz csapat kiemelt volt, vagyis két NB I-es együttes nem kerülhetett össze ebben a fordulóban.
A továbbjutás egy mérkőzésen dől el, minden párosításnál az alacsonyabb osztályú csapat a pályaválasztó, azonos osztály esetén az előbb kihúzott csapat játszhat hazai pályán. A hivatalos játéknap november 30, szerda lesz.
| 1. csapat                       | Eredmény     | 2. csapat                      |
| ------------------------------- | ------------ | ------------------------------ |
| 2016. november 29.              |              |                                |
| Rákospalotai EAC (NB III)       | 1 – 3        | Mezőkövesd Zsóry FC (NB I)     |
| ETO FC Győr (NB III)            | 2 – 3        | Vasas SC (NB I)                |
| 2016. november 30.              |              |                                |
| Dorogi FC (NB II)               | 1–0          | MTK Budapest FC (NB I)         |
| Puskás Akadémia FC (NB II)      | 1–2          | Ferencvárosi TC (NB I)         |
| Kecskeméti LC (megye I)         | 0–2          | Gyirmót FC Győr (NB I)         |
| Budafoki MTE (NB III)           | 2–1          | Videoton FC (NB I)             |
| Putnok FC (NB III)              | 1–4          | Diósgyőri VTK (NB I)           |
| Ménfőcsanak ESK (megye I)       | 0–5          | Budapest Honvéd FC (NB I)      |
| Érdi VSE (NB III)               | 3 – 3 b. 5–3 | Swietelsky Haladás (NB I)      |
| HR-Rent Kozármisleny FC (NB II) | 1 – 1 b. 2–4 | Újpest FC (NB I)               |
| Baktalórántháza VSE (megye I)   | 1–2          | Szolnoki MÁV FC (NB II)        |
| Celldömölki VSE (megye I)       | 0–1          | Szentlőrinc SE (NB III)        |
| FC Hatvan (NB III)              | 1–2          | Aqvital FC Csákvár (NB II)     |
| Bicskei TC (megye I)            | 0–2          | Ceglédi VSE (NB II)            |
| Kaposvári Rákóczi FC (NB III)   | 0–1          | Swietelsky Soproni VSE (NB II) |
| Balmazújvárosi FC (NB II)       | 1–2          | Zalaegerszegi TE FC (NB II)    |

### Nyolcaddöntők
| 1. csapat                               | Össz.         | 2. csapat                      | 1. mérk. | 2. mérk. |
| --------------------------------------- | ------------- | ------------------------------ | -------- | -------- |
| 2017. február 11., 14., 28., március 1. |               |                                |          |          |
| Zalaegerszegi TE FC (NB II)             | 1 – 6         | Újpest FC (NB I)               | 1 – 4    | 0 – 2    |
| Dorogi FC (NB II)                       | 1 – 6         | Vasas SC (NB I)                | 1 – 2    | 0 – 4    |
| Érdi VSE (NB III)                       | 2 – 3         | Budafoki MTE (NB III)          | 2 – 1    | 0 – 2    |
| Mezőkövesd Zsóry FC (NB I)              | 1 – 1 (i. g.) | Gyirmót FC Győr (NB I)         | 0 – 0    | 1 – 1    |
| Aqvital FC Csákvár (NB II)              | 2 – 3         | Swietelsky Soproni VSE (NB II) | 2 – 1    | 0 – 2    |
| Ferencvárosi TC (NB I.)                 | 4 – 1         | Budapest Honvéd FC (NB I)      | 2 – 1    | 2 – 0    |
| Szentlőrinc SE (NB III)                 | 0 – 5         | Szolnoki MÁV FC (NB II)        | 0 – 2    | 0 – 3    |
| Ceglédi VSE (NB II)                     | 0 – 3         | Diósgyőri VTK (NB I)           | 0 – 1    | 0 – 2    |

### Negyeddöntők
| 1. csapat                              | Össz.         | 2. csapat                      | 1. mérk. | 2. mérk. |
| -------------------------------------- | ------------- | ------------------------------ | -------- | -------- |
| 2017. március 28., 29., április 4., 5. |               |                                |          |          |
| Mezőkövesd Zsóry FC (NB I)             | 7 – 4         | Szolnoki MÁV FC (NB II)        | 3 – 1    | 4 – 3    |
| Budafoki MTE (NB III)                  | 3 – 2         | Swietelsky Soproni VSE (NB II) | 1 – 2    | 2 – 0    |
| Ferencvárosi TC (NB I.)                | 2 – 1         | Diósgyőri VTK (NB I)           | 2 – 1    | 0 – 0    |
| Újpest FC (NB I)                       | 2 – 2 (i. g.) | Vasas SC (NB I)                | 1 – 2    | 1 – 0    |

### Elődöntők
Az M4 Sport élő adásában 2017. április 7-én kisorsolták a Magyar Kupa elődöntőinek párosításait. A Vasas a Mezőkövesddel csap össze, a címvédő Ferencváros a harmadosztályú Budafokkal találkozik. Az elődöntőkig jutott csapatok közül a Budafoki MTE szereplése a legnagyobb meglepetés, hiszen az együttes korábban még a legjobb nyolc mezőnyéig sem jutott el, de most a korábban a Ferencvárosnál is dolgozó Prukner László vezetésével megvan a lehetőségük a döntőbe jutásra is, vagyis klubtörténelmet írt az 1912-ben alapított együttes. A Ferencvárosi TC hazai pályán kezdi meg a Budafok elleni párharcot, és ha sikerrel veszi az elődöntőt, akkor hazai pályán is védheti meg a címét a csapat. Ha ez így történne, akkor a zöld-fehérek zsinórban harmadszor szereznék meg a trófeát. Hasonló sorozatra korábban már kétszer is volt példa a klub történelmében (1942, 1943, 1944, illetve 1993, 1994, 1995).
Az elődöntő első mérkőzését 2017. április 26-án, szerdán, a visszavágókat pedig 2017. május 17-én, szerdán rendezték meg.
| 1. csapat                    | Össz.  | 2. csapat                  | 1. mérk. | 2. mérk. |
| ---------------------------- | ------ | -------------------------- | -------- | -------- |
| 2017. április 26., május 17. |        |                            |          |          |
| Vasas SC (NB I)              | 7 – 0  | Mezőkövesd Zsóry FC (NB I) | 2 – 0    | 5 – 0    |
| Ferencvárosi TC (NB I.)      | 12 – 2 | Budafoki MTE (NB III)      | 8 – 0    | 4 – 2    |

| Elődöntő, 1. mérkőzés 2017. április 26., szerda 16:00 (tv: M4 Sport) |

| Vasas SC                                        | 2 – 0               | Mezőkövesd Zsóry FC      |
| ----------------------------------------------- | ------------------- | ------------------------ |
| Berecz (1–0) 45+1' (11-esből) Kulcsár (2–0) 49' | (1 – 0) Jegyzőkönyv | 45' Egerszegi 53' Diallo |

| Szusza Ferenc Stadion, Budapest Játékvezető: Solymosi Péter (magyar) Asszisztensek: Lémon Oszkár és Takács Gábor |

| Elődöntő, visszavágó 2017. május 17., szerda 20:00 (tv: M4 Sport) |

| Mezőkövesd Zsóry FC                      | 0 – 5               | Vasas SC                                                                                           |
| ---------------------------------------- | ------------------- | -------------------------------------------------------------------------------------------------- |
| Tóth B. 32' Farkas 51' Veszelinovics 52' | (0 – 2) Jegyzőkönyv | 4' (0–1) Berecz 27' (0–2) Kulcsár 68' (0–3) Sağlık 71' (0–4) Ádám 86' (0–5) Hangya 52' Risztevszki |

| Városi stadion, Mezőkövesd Nézőszám: 1 105 Játékvezető: Pintér Csaba (magyar) Asszisztensek: Szert Balázs és Farkas Balázs |

Továbbjutott a Vasas kettős győzelemmel, 7–0-s gólkülönbséggel.
| Elődöntő, 1. mérkőzés 2017. április 26., szerda 18:00 (tv: M4 Sport) |

| Ferencvárosi TC | 8 – 0               | Budafoki MTE (NB III) |
| --- | ------------------- | --------------------- |
| Bognár (1–0) 13' · (4–0) 40' Böde (2–0) 26' · (6–0) 55' Varga R. 25' (3–0) 38' Moutari (5–0) 43' Djuricin (7–0) 57' · (8–0) 58' Sternberg 85' | (5 – 0) Jegyzőkönyv | 33' Margitics 40' Vég |

| Groupama Aréna, Budapest Nézőszám: 4 055 Játékvezető: Karakó Ferenc (magyar) Asszisztensek: Varga Gábor és Szert Balázs |

| Elődöntő, visszavágó 2017. május 17., szerda 15:00 (tv: M4 Sport) |

| Budafoki MTE (NB III)                                     | 2 – 4               | Ferencvárosi TC                                                            |
| --------------------------------------------------------- | ------------------- | -------------------------------------------------------------------------- |
| Csizmadia 32' (1–1) 25' Kovács D. (2–3) 49' Vaszicsku 81' | (1 – 3) Jegyzőkönyv | 21' (0–1) · 33' (1–3) Kundrák 30' (1–2) Hajnal 71' (2–4) Moutari 51' Batik |

| Budafoki MTE Sporttelep, Budafok Nézőszám: 3 000 Játékvezető: Radványi Ádám (magyar) Asszisztensek: Horváth Zoltán és Bertalan Dávid |

Továbbjutott a Ferencváros kettős győzelemmel, 12–2-es gólkülönbséggel.

### Döntő
A döntőre 2017. május 31-én, szerdán került sor Budapesten, a Groupama Arénában.
| 1. csapat | Eredmény | 2. csapat       |
| --------- | -------- | --------------- |
| Vasas SC  | 1 – 1    | Ferencvárosi TC |

| Döntő 2017. május 31., szerda 19:00 (tv: M4 Sport) |

| Vasas SC                                               | 1 – 1 (h. u.)                     | Ferencvárosi TC                            |
| ------------------------------------------------------ | --------------------------------- | ------------------------------------------ |
| Kulcsár (1–1) 47' Burmeister 24' Remili 37' Sağlık 42' | (0 – 1, 1 – 1, 1 – 1) Jegyzőkönyv | 26' (0–1) Varga R. 80' Moutari 97' Csukics |
| Büntetőpárbaj                                          |                                   |                                            |
| Remili Berecz Risztevszki Vida Gaál                    | 4 – 5                             | Varga R. Leandro Radó Sternberg Csukics    |

| Groupama Aréna, Budapest Nézőszám: 14 970 Játékvezető: Solymosi Péter (magyar) Asszisztensek: Albert István és Buzás Balázs |

A Ferencvárosi TC MK-ban szerepelt játékosai: Dibusz Dénes, Jova Levente, Holczer Ádám – Bognár István, Botka Endre, Böde Dániel, Busai Attila, Vladan Čukić, Csernik Kornél, Emir Dilaver, Marco Djuricin, Gera Zoltán, Gyömbér Gábor, Hajnal Tamás, Oliver Hüsing, Kárász Krisztián, Kleinheisler László, Julian Koch, Kundrák Norbert, Leandro de Almeida, Lovrencsics Gergő, Amadou Moutari, Nagy Dominik, Michał Nalepa, Pintér Ádám, Radó András, Cristian Ramírez, Janek Sternberg, Rju Szungu,	Florian Trinks, Varga Roland
| A 2016–2017-es Magyar Kupa győztese |
| ----------------------------------- |
| Ferencvárosi TC 23. cím             |

## Statisztika

### Góllövőlista élmezőnye
Utolsó elszámolt mérkőzés: 2017. május 17.
| Gólok száma | Játékos             | Egyesület           |
| ----------- | ------------------- | ------------------- |
| 7 gól       | Sağlık, Mahir       | Vasas SC            |
| 5 gól       | Kovács Dávid        | Budafoki MTE        |
| 5 gól       | Pantovics, Nikola   | Szolnoki MÁV FC     |
| 5 gól       | Ars, Sjoerd         | Swietelsky Haladás  |
| 4 gól       | Böde Dániel         | Ferencvárosi TC     |
| 4 gól       | Busai Attila        | Ferencvárosi TC     |
| 4 gól       | Horváth Péter       | Szentlőrinc SE      |
| 4 gól       | Kelemen Patrik      | Érdi VSE            |
| 4 gól       | Marics Gábor        | Baktalórántháza VSE |
| 4 gól       | Moutari, Amadou     | Ferencvárosi TC     |
| 4 gól       | Perovics, Mihailo   | Újpest FC           |
| 4 gól       | Prosser Dániel      | Budapest Honvéd FC  |
| 4 gól       | Vasziljevics, Dusan | Budapest Honvéd FC  |